# A la Toná
L'escultura urbana coneguda pel nom A la Toná, ubicada en l'encreuament dels carrers Ángel Cañedo i Sabino Fernández Campo, a la ciutat d'Oviedo, Principat d'Astúries, Espanya, és una de les més d'un centenar que adornen els carrers de l'esmentada ciutat espanyola.
El paisatge urbà d'aquesta ciutat, es veu adornat per obres escultòriques, generalment monuments commemoratius dedicats a personatges d'especial rellevància en un primer moment, i més purament artístiques des de finals del segle xx.
L'escultura, feta de fusta en un primer moment, acabà duent-se a terme en bronze, és obra de José Antonio García Prieto, i està datada 1999.
És una escultura homenatge al cantant Juanín de Mieres Juan Menéndez Muñiz i a la tonada en general, que es representa en la seva faceta més popular: "echar un cantarín en el chigre"; així, el cantant està abraçant, per les espatlles, a un amic, mentre darrere d'ells, es veu un escanciador de sidra.